# Бърбън
Бърбън е вид американско уиски. Представлява дестилиран алкохол, направен предимно от царевица. Името му се свързва с първоначалния му географски произход – община Бърбън, щата Кентъки. Този вид уиски се произвежда от 18 век.
Правна дефиниция на бърбъна. На 4 май 1964 г. Конгресът на САЩ признава бърбън уискито като „отличителен продукт на Съединените щати“. Създават се Федерални стандарти за идентичност на бърбъна. Понастоящем Федералните регулации на САЩ предвиждат, че за да се произвежда едно алкохолно питие с названието „бърбън“, то трябва да отговаря на следните изисквания:
1) Бърбън трябва да бъде направен от пшенична смес, която е с най-малко 51% съдържание на царевица. Архив на оригинала от 2012-08-17 в Wayback Machine.
2) Бърбън трябва да се дестилира до не повече от 80% алкохолно съдържание на обем.
3) Бърбън трябва да бъде 100% естествен (нищо друго освен вода да не е добавено към сместа).
3) Бърбън трябва да отлежава в обгорени дъбови бъчви.
4) Бърбън не може да се налива в разфасовки за консумация при по-високо от 62,5% алкохолно съдържание на обем.
5) Бърбън, който отговаря на горните изисквания и е на възраст най-малко две години (т.е. преди наливане в разфасовки за консумация е отлежавал поне две години), може (но не е задължително) да се нарича „Straight Bourbon“.
6) Бърбън, който е отлежавал по-малко от четири години, трябва да бъде означен с продължителността на стареене.
На практика почти всички марки бърбън търгувани днес са направени от повече от две трети царевица и са на възраст най-малко четири години, и следователно могат да се квалифицират като „Straight Bourbon“ (този специален надпис дори не винаги се изписва на етикета). Изключенията са евтини марки бърбън на възраст от само три години, които са предварително смесени с бърбън на възраст минимум две години.